# Mór Kóczán
Mór Kóczán (født 8. januar 1885 i Kocs, død 30. juli 1972 i Alsógöd), også kendt som Miklós Kovács, var en slovakisk-ungarsk atlet, som deltog i tre olympiske lege omkring første verdenskrig.

## Atletikkarriere
Kóczán konkurrerede i atletik for nogle af de store klubber i Ungarn, og han udmærkede sig særligt i kastedisciplinerne (spydkast, kuglestød og diskoskast).
Kóczán deltog første gang i OL i 1908 i London, hvor han stillede op i både kuglestød, spydkast samt to varianter af diskoskast, uden at kvalificere sig til finalen i nogen af disciplinerne.
Ved OL 1912 i Stockholm var han tilmeldt i to konkurrencer i både diskoskast og spydkast, men deltog ikke i diskoskast for begge hænder. I normal diskoskast blev han nummer 33, mens han i enhåndsspydkast formåede at bryde den nordiske dominans (14 af kasterne i top-15 var fra Norge, Sverige eller Finland), da han kastede 54,99 m i kvalifikationen, hvilket var tredjebedst og gav adgang til finalen. Her var svenske Eric Lemming bedst, da han kastede 60,64 m og dermed fik guld, mens finske Juho Saaristo var næstbedst med 58,66 m og Kóczán var tredjebedst med 55,50 m. Efterfølgende blev han nummer 12 i spydkast for begge hænder.
Han vandt også et engelsk og et ungarsk mesterskab i spydkast (henholdsvis 1914 og 1916), og da Østrig-Ungarn efter krigen var blevet opløst, blev han også tjekkoslovakisk mester i 1920. Han stillede som 40-årig op for Tjekkoslovakiet i spydkast ved OL 1924 i Paris, hvor han blev nummer 23.

## Anden karriere
Kóczán studerede teologi som ung og blev præst i 1907. Efter anden verdenskrig slog han sig ned i ungarske Göd som præst og levede her resten af sit liv. Han var desuden aktiv deltager i det lokale idrætsliv.